# Cúp bóng đá Ukraina 2013–14
 Cúp bóng đá Ukraina 2013–14 là mùa giải thứ 23 của giải đấu bóng đá loại trực tiếp hàng năm ở Ukraina.
Quyết định lịch thi đấu cho các đội bóng từ Giải hạng nhất và hạng nhì được thông qua vào ngày 20 tháng 6 năm 2013 tại một phiên họp Hội đồng Trung ương của Liên đoàn bóng đá chuyên nghiệp Ukraina
Shakhtar Donetsk là đương kim vô địch liên tiếp trong ba năm gần đây, là một đội bóng thuộc Giải vô địch quốc gia tham gia giải đấu ở Vòng 32 đội.

## Phân bổ đội bóng
Có 51 đội bóng tham dự Cúp bóng đá Ukraina.

### Phân phối
| Vòng loại thứ nhất (6 đội) | Vòng loại thứ nhất (6 đội) | - 4 đội từ Giải hạng nhì - 2 đội từ Cúp nghiệp dư    |                                     |
| Vòng loại thứ hai (32 đội) | Vòng loại thứ hai (32 đội) | - 15 đội từ Giải hạng nhất - 14 đội từ Giải hạng nhì | - 3 đội thắng từ vòng loại thứ nhất |
| Vòng đấu chính (32 đội)    | Vòng đấu chính (32 đội)    | - 16 đội từ Giải vô địch quốc gia                    | - 16 đội thắng từ vòng loại thứ hai |

### Ngày thi đấu và bốc thăm
Tất cả các lễ bốc thăm đều diễn ra ở trụ sở FFU (Building of Football) ở Kiev.
| Giai đoạn      | Vòng đấu           | Ngày bốc thăm                                             | Ngày thi đấu                                              |
| -------------- | ------------------ | --------------------------------------------------------- | --------------------------------------------------------- |
| Vòng loại      | Vòng loại thứ nhất | 2 tháng 7 năm 2013                                        | 24 tháng 7 năm 2013                                       |
| Vòng loại      | Vòng loại thứ hai  | 2 tháng 7 năm 2013                                        | ngày 7 tháng 8 năm 2013                                   |
| Vòng đấu chính | Vòng 32 đội        | 4 tháng 9 năm 2013                                        | 25–26 tháng 9 năm 2013                                    |
| Vòng đấu chính | Vòng 16 đội        | 27 tháng 9 năm 2013                                       | 29–30 tháng 10 năm 2013                                   |
| Vòng đấu chính | Tứ kết             | 23 tháng 1 năm 2014                                       | 26 tháng 3 năm 2014                                       |
| Vòng đấu chính | Bán kết            | 2 tháng 4 năm 2014                                        | 7 tháng 5 năm 2014                                        |
| Vòng đấu chính | Chung kết          | 15 tháng 5 năm 2014 tại Butovsky Vorskla Stadium, Poltava | 15 tháng 5 năm 2014 tại Butovsky Vorskla Stadium, Poltava |

Nguồn: Competition calendar at the Giải vô địch quốc gia website Lưu trữ ngày 10 tháng 8 năm 2013 tại Wayback Machine

## Lịch thi đấu

### Vòng loại thứ nhất (1/64)
Vòng này có sự tham gia của 4 đội từ Giải bóng đá hạng nhì quốc gia Ukraina 2013–14 và các đội vào chung kết của Cúp bóng đá nghiệp dư Ukraina. Các trận đấu diễn ra vào ngày 24 tháng 7 năm 2013.
| Nove Zhyttia Andriyivka (AM) | 0 – 1 (aet)(1) | (2L) Obolon-Brovar Kyiv        |  |
| FC Karlivka (2L)             | 4 – 0          | (2L) Makiyivvuhillya Makiyivka |  |
| ODEK Orzhiv (AM)             | 0 – 3          | (2L) Enerhiya Mykolaiv         |  |

Ghi chú:
^(1)  Nove Zhyttia Andriyivka thi đấu trên sân nhà tại Kolos Stadium, Mashivka (Poltava Oblast)

### Vòng loại thứ hai (1/32)
Vòng này có sự tham gia của 15 đội từ Giải bóng đá hạng nhất quốc gia Ukraina 2013–14 (ngoại trừ Dynamo-2 Kyiv) và đội xếp hạt giống cao nhất từ Giải bóng đá hạng nhì quốc gia Ukraina 2013–14 sẽ tham gia. Các đội bóng này sẽ bốc thăm với 3 đội thắng ở Vòng loại thứ nhất.
Các trận đấu diễn ra vào ngày 7 tháng 8 năm 2013.
| Shakhtar Sverdlovsk (2L)              | 4 – 0(2)            | (2L) Krystal Kherson            |  |
| FC Karlivka (2L)                      | 2 – 4               | (2L) Hirnyk Kryvyi Rih          |  |
| Real Pharma Ovidiopol (2L)            | 2 – 3 (aet)         | (2L) Slavutych Cherkasy         |  |
| Hirnyk-Sport Komsomolsk (2L)          | 1 – 2               | (2L) Enerhiya Mykolaiv          |  |
| UkrAhroKom Holovkivka (1L)            | 1 – 0               | (1L) Naftovyk-Ukrnafta Okhtyrka |  |
| Olimpik Donetsk (1L)                  | 1 – 1 (aet), p. 3–5 | (1L) PFC Oleksandriya           |  |
| Dynamo Khmelnytskyi (2L)              | 0 – 2               | (1L) Avanhard Kramatorsk        |  |
| Zirka Kirovohrad (1L)                 | 2 – 1 (aet)         | (1L) Stal Alchevsk              |  |
| FC Sumy (1L)                          | 0 – 1               | (1L) Bukovyna Chernivtsi        |  |
| Obolon-Brovar Kyiv (2L)               | 1 – 1 (aet), p. 1–3 | (2L) Myr Hornostayivka          |  |
| Arsenal-Kyivshchyna Bila Tserkva (2L) | 0 – 1               | (2L) FC Ternopil                |  |
| Kremin Kremenchuk (2L)                | 0 – 1               | (1L) Nyva Ternopil              |  |
| Stal Dniprodzerzhynsk (2L)            | 1 – 0               | (1L) Helios Kharkiv             |  |
| Enerhiya Nova Kakhovka (2L)           | 1 – 3               | (1L) Desna Chernihiv            |  |
| MFC Mykolaiv (1L)                     | 3 – 2 (aet)         | (1L) Tytan Armyansk             |  |
| Skala Stryi (2L)                      | 0 – 3               | (1L) FC Poltava                 |  |

Ghi chú:
- ^(2)  Do đang xây dựng sân N.I. Horiushkin Memorial Stadium ở Sverdlovsk, trận đấu diễn ra trên sân Avanhard Stadium ở Rovenky.[4]

### Vòng 32 đội
Vòng này có sự tham gia của tất cả 16 đội từ Giải bóng đá vô địch quốc gia Ukraina 2013–14. Các đội bóng này và 16 đội thắng ở vòng trước gồm 9 đội từ Giải bóng đá hạng nhất quốc gia Ukraina 2013–14 và 7 đội từ Giải bóng đá hạng nhì quốc gia Ukraina 2013–14 bốc thăm ở vòng này. Lễ bốc thăm diễn ra vào ngày 4 tháng Chín. Trận đấu giữa Nyva và UkrAhroKom bị hoãn qua ngày tiếp theo vì xung đột lịch thi đấu do hai trận cùng diễn ra trên sân Ternopil City Stadium (trận còn lại là Ternopil và Poltava).
| 25 tháng 9 năm 2013 | Shakhtar Sverdlovsk (2L)                | 3 – 1    | (2L) Myr Hornostayivka | N.I. Horiushkin Memorial Stadium, Sverdlovsk   |  |
| 15:00               | Tkachov 2' · Sharko 19' · Taranukha 59' | Chi tiết | Polyanytsya 14' (l.n.) | Lượng khán giả: 320 Trọng tài: Oleksiy Drachov |  |

| 25 tháng 9 năm 2013 | Hirnyk Kryvyi Rih (2L) | 1 – 2 (s.h.p.) | (1L) Desna Chernihiv        | Zhovtnevyi Stadium, Kryvyi Rih                |  |
| 15:30               | Haranyan 79'           | Chi tiết       | Kartushov 55' · Melnyk 114' | Lượng khán giả: 500 Trọng tài: Oleh Penyushyn |  |

| 25 tháng 9 năm 2013 | MFC Mykolaiv (1L)         | 2 – 1 (s.h.p.) | (1L) Zirka Kirovohrad | Tsentralnyi Stadion, Mykolaiv                      |  |
| 15:30               | Vladov 45+1' · Berko 109' | Chi tiết       | Sokorenko 28'         | Lượng khán giả: 4,200 Trọng tài: Dmytro Bondarenko |  |

| 25 tháng 9 năm 2013 | Stal Dniprodzerzhynsk (2L) | 1 – 2    | (PL) Metalurh Zaporizhya    | Stal Stadium, Dniprodzerzhynsk                |  |
| 16:00               | Kulish 64'                 | Chi tiết | Platon 23' · Lazarovych 42' | Lượng khán giả: 1,500 Trọng tài: Ivan Paskhal |  |

| 25 tháng 9 năm 2013 | Enerhiya Mykolaiv (2L) | 0 – 4    | (PL) Chornomorets Odesa                            | Central Stadium, Pervomaisk                     |  |
| 16:00               |                        | Chi tiết | Bakaj 1' · Didenko 40' · Slinkin 84' · Valeyev 90' | Lượng khán giả: 3,100 Trọng tài: Yuriy Foshchiy |  |

| 25 tháng 9 năm 2013 | Avanhard Kramatorsk (1L)          | 3 – 1 (s.h.p.) | (PL) Zorya Luhansk     | Avanhard Stadium, Kramatorsk                      |  |
| 16:00               | Shvydkyi 10' · Malenko 107', 113' | Chi tiết       | Ljubenović 73' (ph.đ.) | Lượng khán giả: 3,100 Trọng tài: Volodymyr Bondar |  |

| 25 tháng 9 năm 2013 | Bukovyna Chernivtsi (1L) | 0 – 2    | (PL) Dnipro Dnipropetrovsk      | Bukovyna Stadium, Chernivtsi                  |  |
| 16:00               |                          | Chi tiết | Selezniov 23' · Konoplianka 45' | Lượng khán giả: 10,052 Trọng tài: Ivan Bondar |  |

| 25 tháng 9 năm 2013 | Hoverla Uzhhorod (PL) | 0 – 1    | (PL) Arsenal Kyiv | Avanhard Stadium, Uzhhorod                     |  |
| 16:00               |                       | Chi tiết | Adiyiah 77'       | Lượng khán giả: 1,180 Trọng tài: Serhiy Skyrda |  |

| 25 tháng 9 năm 2013 | Slavutych Cherkasy (2L)                     | 3 – 1    | (PL) Tavriya Simferopol | Tsentralnyi Stadion, Cherkasy                      |  |
| 17:00               | Poltavets 25' · Zakharevych 55' · Lobov 90' | Chi tiết | Kalyuzhnyi 50'          | Lượng khán giả: 4,850 Trọng tài: Mykola Kryvonosov |  |

| 25 tháng 9 năm 2013 | FC Ternopil (2L)                                                   | 4 – 3 (s.h.p.) | (1L) FC Poltava                            | City Stadium, Ternopil                          |  |
| 17:00               | Kurylo 12' · Semenenko 50' (l.n.) · Polyanchuk 86' · Pasternak 99' | Chi tiết       | Nuridinov 4' · Favorov 85' · Shavrin 90+5' | Lượng khán giả: 2,012 Trọng tài: Andriy Kutakov |  |

| 25 tháng 9 năm 2013 | PFC Oleksandriya (1L) | 1 – 4 (s.h.p.) | (PL) Metalist Kharkiv                              | Nika Stadium, Oleksandriya                         |  |
| 18:00               | Zaporozhan 13'        | Chi tiết       | Souza 5', 110' · Homenyuk 93' · Devich 98' (ph.đ.) | Lượng khán giả: 4,800 Trọng tài: Oleksandr Bilokur |  |

| 25 tháng 9 năm 2013 | Vorskla Poltava (PL) | 2 – 1 (s.h.p.) | (PL) Volyn Lutsk | Butovsky Vorskla Stadium, Poltava                |  |
| 18:30               | Dedechko 62', 114'   | Chi tiết       | Schumacher 16'   | Lượng khán giả: 2,300 Trọng tài: Yuriy Moseichuk |  |

| 25 tháng 9 năm 2013 | Dynamo Kyiv (PL)                         | 3 – 2    | (PL) Metalurh Donetsk     | Olympic Stadium, Kiev                               |  |
| 19:00               | Husyev 25' (ph.đ.) · Yarmolenko 57', 63' | Chi tiết | Moroziuk 47' · Bolbat 64' | Lượng khán giả: 15,587 Trọng tài: Andriy Lisakovsky |  |

| 25 tháng 9 năm 2013 | Illichivets Mariupol (PL) | 0 – 3    | (PL) Shakhtar Donetsk                   | Illichivets Stadium, Mariupol                     |  |
| 20:30               |                           | Chi tiết | Ilsinho 52' · Eduardo 83' · Adriano 88' | Lượng khán giả: 5,700 Trọng tài: Vitaliy Dyadenko |  |

| 25 tháng 9 năm 2013 | Karpaty Lviv (PL) | 1 – 0    | (PL) FC Sevastopol | Ukraina Stadium, Lviv                              |  |
| 21:00               | Ella 15'          | Chi tiết |                    | Lượng khán giả: 14,200 Trọng tài: Serhiy Lysenchuk |  |

| 26 tháng 9 năm 2013 | Nyva Ternopil (1L)                 | 3 – 0    | (1L) UkrAhroKom Holovkivka | City Stadium, Ternopil                                 |  |
| 19:00               | Melnyk 5', 30' (ph.đ.) · Kikot 46' | Chi tiết |                            | Lượng khán giả: 2,500 Trọng tài: Volodymyr Novokhatniy |  |

### Vòng 16 đội
Vòng này có sự tham gia của 16 đội thắng ở vòng trước bao gồm 9 đội từ Giải vô địch quốc gia, 4 đội từ Giải bóng đá hạng nhất quốc gia Ukraina 2013–14 và 3 đội từ Giải bóng đá hạng nhì quốc gia Ukraina 2013–14. Lễ bốc thăm diễn ra vào ngày 27 tháng 9 năm 2013.
Trận đấu giữa Nyva và Arsenal Kyiv bị hoãn qua ngày tiếp theo vì xung đột lịch thi đấu do hai trận cùng diễn ra trên sân Ternopil City Stadium (trận còn lại là Ternopil và Vorskla).
| 29 tháng 10 năm 2013 | MFC Mykolaiv (1L) | 0 – 3    | (PL) Shakhtar Donetsk                    | Tsentralnyi Stadion, Mykolaiv                        |  |
| 14:00                |                   | Chi tiết | Fernando 38' · Adriano 58' · Eduardo 66' | Lượng khán giả: 19,500 Trọng tài: Andriy Lisakovskyi |  |

| 29 tháng 10 năm 2013 | Nyva Ternopil (1L) | w/o(3) | (PL) Arsenal Kyiv | City Stadium, Ternopil |
| 18:00                |                    |        |                   |                        |

| 30 tháng 10 năm 2013 | Shakhtar Sverdlovsk (2L) | 0 – 4    | (PL) Dynamo Kyiv                                 | N.I. Horiushkin Memorial Stadium, Sverdlovsk   |  |
| 14:00                |                          | Chi tiết | Dudu 53' · Husyev 74' · Ideye 87' · Haruna 90+3' | Lượng khán giả: 8,000 Trọng tài: Serhiy Skyrda |  |

| 30 tháng 10 năm 2013                                       | Desna Chernihiv (1L) | 1 – 1 (s.h.p.) (5–4 p)                         | (PL) Metalurh Zaporizhya | Yuri Gagarin Stadium, Chernihiv                     |  |
| 17:00                                                      | Machulenko 92'       | Chi tiết                                       | Shturko 108'             | Lượng khán giả: 5,250 Trọng tài: Andriy Yabolonskyi |  |
|                                                            |                      | Loạt sút luân lưu                              |                          |                                                     |  |
| Kavatsiv · Chulanov · Chepurnenko · Kartushov · Kondratyuk |                      | Junior · Teikeu · Maksymov · Shturko · Matyazh |                          |                                                     |  |

| 30 tháng 10 năm 2013 | Slavutych Cherkasy (2L) | 1 – 0    | (1L) Avanhard Kramatorsk | Tsentralnyi Stadion, Cherkasy                   |  |
| 18:00                | Sangare 90+2' (l.n.)    | Chi tiết |                          | Lượng khán giả: 6,700 Trọng tài: Mykola Balakin |  |

| 30 tháng 10 năm 2013          | FC Ternopil (2L) | 1 – 1 (s.h.p.) (3–1 p)               | (PL) Vorskla Poltava | City Stadium, Ternopil                             |  |
| 18:30                         | Bogdanov 11'     | Chi tiết                             | Jahović 53'          | Lượng khán giả: 13,500 Trọng tài: Vitaliy Dyadenko |  |
|                               |                  | Loạt sút luân lưu                    |                      |                                                    |  |
| Bogdanov · Kurilo · Kondzolka |                  | Dedechko · Sapay · Rebenok · Jahović |                      |                                                    |  |

| 30 tháng 10 năm 2013 | Chornomorets Odesa (PL) | w/o(4) | (PL) Dnipro Dnipropetrovsk | Chornomorets Stadium, Odesa |
| 19:45                |                         |        |                            |                             |

| 30 tháng 10 năm 2013 | Karpaty Lviv (PL) | 0 – 2    | (PL) Metalist Kharkiv  | Ukraina Stadium, Lviv                          |  |
| 20:00                |                   | Chi tiết | Gómez 22' · Moledo 43' | Lượng khán giả: 18,500 Trọng tài: Serhiy Boyko |  |

Ghi chú:
^(3)  Trận đấu không được diễn ra. Arsenal Kyiv thông báo cho Giải bóng đá vô địch quốc gia Ukraina là đội không thể đến thi đấu đúng giờ với đội Nyva Ternopil vì tình hình tài chính của Arsenal. Nyva vào vòng tiếp theo.
^(4)  Trận đấu không được diễn ra. Dnipro Dnipropetrovsk không thể tham gia trận đấu vì máy bay chở đội bóng không thể đáp do sương mù dẫn đến sự đóng cửa sân bay. Control Disciplinary Committee của Liên đoàn bóng đá Ukraina từ chối đề nghị của Dnipro thi đấu lại vào ngày khác và bị loại khỏi giải đấu Cúp. Chornomorets vào vòng tiếp theo. (21 tháng 11 năm 2013)

### Tứ kết
Vòng này có sự tham gia của 8 đội thắng ở vòng trước bao gồm 4 đội từ Giải vô địch quốc gia, 2 đội từ Persha Liha, và 2 đội từ Druha Liha. Lễ bốc thăm diễn ra vào ngày 23 tháng 1 năm 2014.
| 26 tháng 3 năm 2014 | Desna Chernihiv (1L) | 0 – 2    | (PL) Shakhtar Donetsk   | Chernihiv Stadium, Chernihiv                     |  |
| 14:00               |                      | Chi tiết | Kobin 48' · Eduardo 50' | Lượng khán giả: 14,150 Trọng tài: Serhiy Skrypak |  |

| 26 tháng 3 năm 2014                                    | Slavutych Cherkasy (2L) | 1 – 1 (s.h.p.) (4–3 p)                              | (1L) Nyva Ternopil | Tsentralnyi Stadion, Cherkasy                    |  |
| 18:00                                                  | Tarasenko 10'           | Chi tiết                                            | Semenyuk 90+4'     | Lượng khán giả: 10,300 Trọng tài: Yaroslav Kozyk |  |
|                                                        |                         | Loạt sút luân lưu                                   |                    |                                                  |  |
| Tarasenko · Batalskyi · Lobov · Chebotarov · Honshchyk |                         | Yavorskyi · Hrinchenko · Malysh · Semenyuk · Melnyk |                    |                                                  |  |

| 26 tháng 3 năm 2014 | FC Ternopil (2L) | 0 – 1    | (PL) Chornomorets Odesa | City Stadium, Ternopil                              |  |
| 19:00               |                  | Chi tiết | Didenko 90+4'           | Lượng khán giả: 12,000 Trọng tài: Oleksandr Bilokur |  |

| 26 tháng 3 năm 2014 | Metalist Kharkiv (PL)   | 2 – 3    | (PL) Dynamo Kyiv               | Sân vận động Metalist, Kharkiv                            |  |
| 20:00               | Blanco 19' · Yussuf 85' | Chi tiết | Ideye 7', 43' · Yarmolenko 73' | Lượng khán giả: 22.480 Trọng tài: Yuriy Vaks (Simferopol) |  |

### Bán kết
Vòng này có sự tham gia của 4 đội thắng ở vòng trước bao gồm 3 đội từ Giải vô địch quốc gia và 1 đội từ Druha Liha. Vì vào đến bán kết nên Slavutych Cherkasy trở thành đội đầu tiên từ Druha Liha vào đến vòng này. Lễ bốc thăm diễn ra vào ngày 2 tháng 4 năm 2014.
| 7 tháng 5 năm 2014 | Slavutych Cherkasy (2L) | 0 – 3 (s.h.p.) | (PL) Shakhtar Donetsk                     | Tsentralnyi Stadion, Cherkasy                                      |  |
| 16:00              |                         | Chi tiết       | Eduardo 105' · Taison 110' · Bernard 120' | Lượng khán giả: 10,300 Trọng tài: Vitaliy Romanov (Dnipropetrovsk) |  |

| 7 tháng 5 năm 2014 | Dynamo Kyiv (PL)                                        | 4 – 0    | (PL) Chornomorets Odesa | NSC Olimpiyskiy, Kiev                                       |  |
| 19:00              | Harmash 26', 40' · Yarmolenko 52' (ph.đ.) · Mbokani 67' | Chi tiết |                         | Lượng khán giả: 23,380 Trọng tài: Anatoliy Abdula (Kharkiv) |  |

### Chung kết
Trận chung kết dự định diễn ra trên Sân vận động Metalist, Kharkiv nhưng bị chuyển sang Butovsky Vorskla Stadium ở Poltava.

| 15 tháng 5 năm 2014 | Dynamo Kyiv (PL)             | 2 – 1    | Shakhtar Donetsk (PL) | Butovsky Vorskla Stadium, Poltava                          |  |
| 20:00               | Kucher 40' (l.n.) · Vida 43' | Chi tiết | Douglas Costa 57'     | Lượng khán giả: 9,700 Trọng tài: Yuriy Mozharovskyi (Lviv) |  |

### Danh sách ghi bàn nhiều nhất
Đây là danh sách 10 cầu thủ ghi nhiều bàn thắng nhất của giải đấu kể cả vòng loại.
Tính đến tháng Năm 7, 2014
| Thứ hạng | Cầu thủ           | Số bàn thắng (Pen.) | Đội bóng            |
| -------- | ----------------- | ------------------- | ------------------- |
| 1        | Eduardo da Silva  | 4                   | Shakhtar Donetsk    |
| 1        | Andriy Yarmolenko | 4                   | Dynamo Kyiv         |
| 3        | Brown Ideye       | 3                   | Dynamo Kyiv         |
| 4        | Luiz Adriano      | 2                   | Shakhtar Donetsk    |
| 4        | Vadym Antipov     | 2                   | FC Poltava          |
| 4        | Denys Dedechko    | 2                   | Vorskla Poltava     |
| 4        | Anatoliy Didenko  | 2                   | Chornomorets Odesa  |
| 4        | Oleh Husyev       | 2                   | Dynamo Kyiv         |
| 4        | Yehor Kartushov   | 2                   | Desna Chernihiv     |
| 4        | Oleksiy Lukashov  | 2                   | Shakhtar Sverdlovsk |
| 4        | Anton Malenko     | 2                   | Avanhard Kramatorsk |
| 4        | Ihor Melnyk       | 2                   | Nyva Ternopil       |
| 4        | Denys Ryabtsev    | 2                   | Enerhiya Mykolaiv   |
| 4        | Yevhen Shvydkyi   | 2                   | Avanhard Kramatorsk |
| 4        | Diego de Souza    | 2                   | Metalist Kharkiv    |

Có hơn 80 cầu thủ ghi được 1 bàn thắng. Có 6 cầu thủ khác đá phản lưới.